# Saint-Victor-de-Chrétienville
Saint-Victor-de-Chrétienville ist eine französische Gemeinde mit 439 Einwohnern (Stand: 1. Januar 2022) im Département Eure in der Region Normandie. Sie gehört zum Arrondissement Bernay und zum Kanton Bernay. Die Einwohner werden Christovictoriens genannt.

## Geografie
Saint-Victor-de-Chrétienville liegt im Pays d’Ouche, etwa sechs Kilometer westsüdwestlich des Stadtzentrums von Bernay. Umgeben wird Saint-Victor-de-Chrétienville von den Nachbargemeinden Plainville im Norden und Nordwesten, Caorches-Saint-Nicolas im Osten und Nordosten, Grand-Camp im Süden und Südosten sowie Capelle-les-Grands im Westen und Südwesten.
| Jahr      | 1962 | 1968 | 1975 | 1982 | 1990 | 1999 | 2006 | 2018 |
| --------- | ---- | ---- | ---- | ---- | ---- | ---- | ---- | ---- |
| Einwohner | 200  | 189  | 220  | 300  | 346  | 376  | 415  | 451  |

## Sehenswürdigkeiten
- Kirche Saint-Victor aus dem 11./12. Jahrhundert
- altes Pfarrhaus
- zwei Herrenhäuser von La Mare-Auger aus dem 17. Jahrhundert
- Herrenhaus von Le Haucard

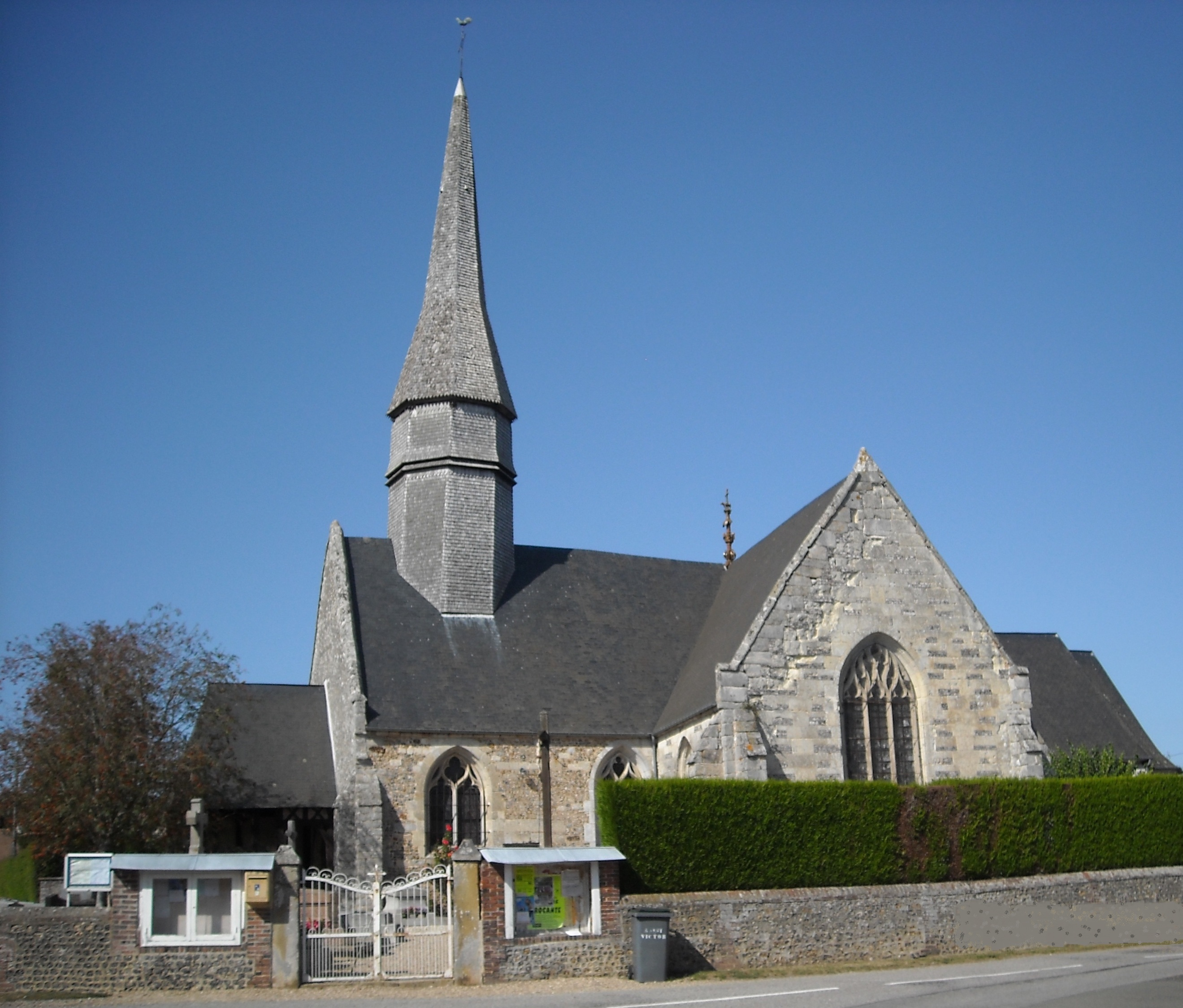
Kirche Saint-Victor
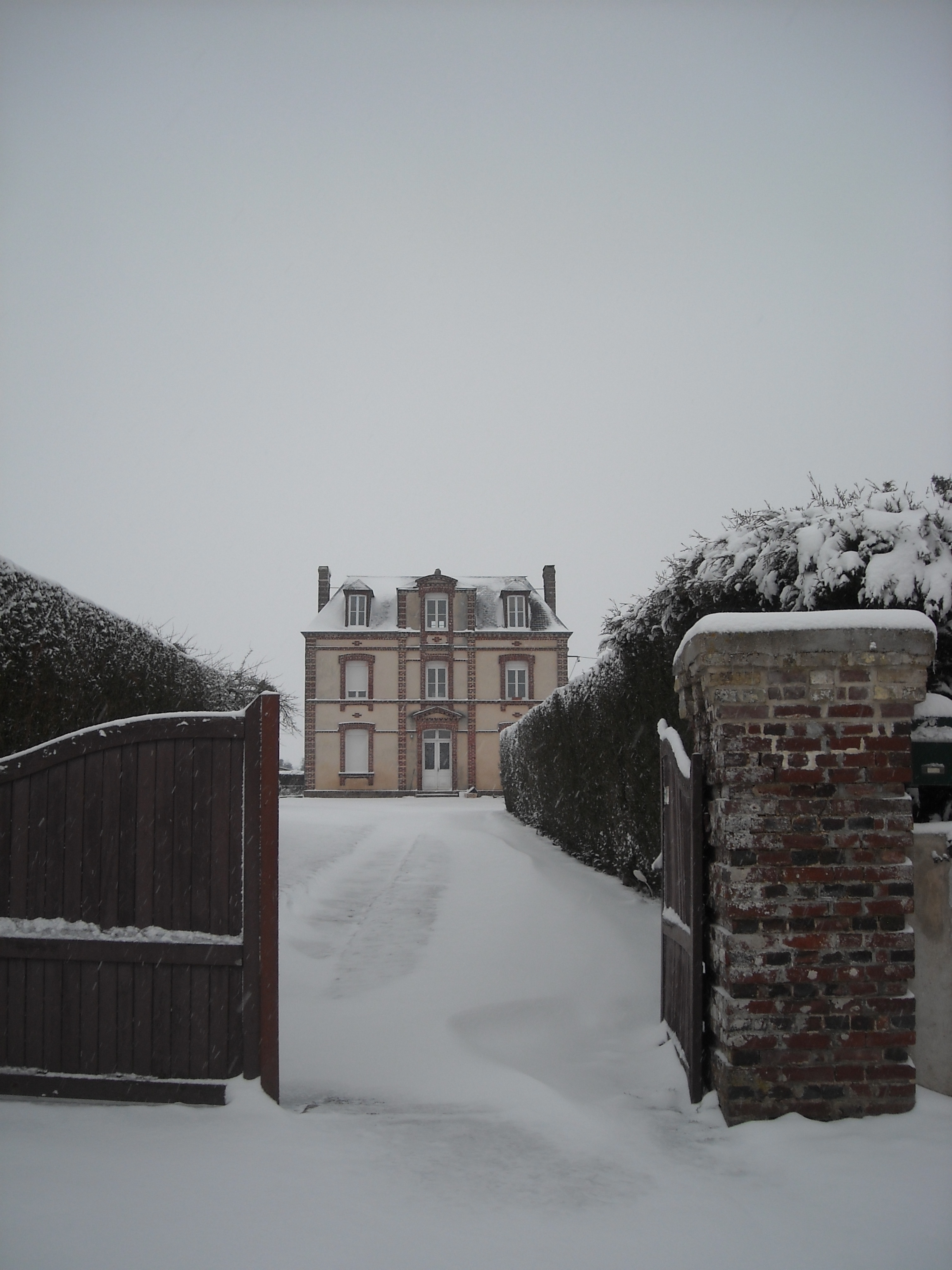
Altes Pfarrhaus